# Замок Кмиты
Замок Кмиты (бел. Замак Кміты) — условное название городища и селища XVI—XVII вв., которые расположены в 0,5 км к западу от деревни Березовец (Кореличский район). По местному преданию, на городище несколько веков назад располагался замок князя Кмиты.

## История
Прямоугольная с закругленными углами площадка городища размерами приблизительно 95х45 м расположена в русле реки Сервач. Культурный слой на территории городища составляет свыше 2,5 метра, что подтверждает активность жизни в этом месте и возможность отведения замке важной роли в регионе. Местами сохранились валы и рвы. Во время раскопок замка обнаружены следы трех пожаров, после которых он отстраивался.
Во время раскопок городища в 2013 году найдены материалы XVI в.: фрагменты оконного стекла ромбической и дископодобной формы, печной кафель, орудия труда, пять серебряных монет, вещи домашнего быта (ножи, гвозди, ключ). Археологи обнаружили вооружение, в частности, ручницу, наконечник стрелы, также были найдены украшения: фурнитура для ремня, фрагменты бронзовых колец и бронзовые накладки. Интерес представляет костяное изделие, украшенное циркульным орнаментом, которое, возможно, использовалось для игры в шашки.
В 2014 году были проведены исследования на поселении, которое охватывает городище с юга. Были обнаружены остатки жилища XV в., найден развал печи-каменки, при расчистке которого нашли печной чашеобразный кафель XV в., и серебряная монета 1-й половины XV в., которая позволила отнести к этому времени обнаруженные рядом с ней находки. Встречаются также фрагменты ножей, гвозди, ключи, крестовина меча и замок круглой формы шведского типа, который относится к XVI в. Найденные материалы поступили в Гродненский государственный историко-археологический музей и Кореличский краеведческий музей.
В 2018 году археологи отыскали въезд во двор. В раскопе (10 на 6 метров) найдены горшки, монеты, кафель, пломбы для документов или товаров, украшения и даже музыкальные инструменты.